# اكمة عيانة (حبيش)
اكمة عيانة

تعديل مصدري - تعديل

اكمة عيانة محلة تابعة لقرية مخيرعان، التابعة لعزلة بني شبيب بمديرية حبيش إحدى مديريات محافظة إب في الجمهورية اليمنية، بلغ تعداد سكانها 118 حسب تعداد اليمن لعام 2004.